# Cadolive
Cadolive (in occitano Ca d'Oliva) è un comune francese di 2 162 abitanti situato nel dipartimento delle Bocche del Rodano della regione della Provenza-Alpi-Costa Azzurra.

## Società

### Evoluzione demografica
Abitanti censiti